# Es lebe der König, der Vater im Lande, BWV Anh. 11
Es lebe der König, der Vater im Lande (en español, Larga vida al Rey, padre del país), BWV Anh. 11, es una cantata secular compuesta por Johann Sebastian Bach y con texto de Picander. La obra la compuso en Leipzig para el onomástico del elector de Sajonia y se representó por primera vez en agosto de 1732. La música se perdió. El texto de Picander fue publicado en Ernst-Schertzhaffte und Satyrische Gedichte, Teil IV (Leipzig, 1737).
El primer movimiento probablemente pudo haberse utilizado como modelo para el coro de apertura de Preise dein Glücke, gesegnetes Sachsen, BWV 215, una obra que Bach compuso con poca anticipación en 1734.  BWV 215 tiene partitura para coro doble y orquesta festiva con trompetas y timbales.
La cantata se encuentra entre las obras para celebraciones de la Universidad de Leipzig, Festmusiken zu Leipziger Universitätsfeiern.